# Iván Tendora
Iván Tendora – kubański zapaśnik w stylu wolnym. Srebrny medal na mistrzostwach panamerykańskich w 2002 roku.